# ایستگاه متروی شهید باقری
ایستگاه متروی شهید باقری، یکی از ایستگاه‌های خط ۲ متروی تهران است. این ایستگاه در تقاطع بزرگراه رسالت و بزرگراه شهید باقری قرار دارد.
فضای سر پوشیدهٔ این ایستگاه بالغ بر ۲۳۶۴ متر مربع است. ورودی‌های این ایستگاه به ترتیب در شمال بزرگراه رسالت و جنوب بزرگراه رسالت واقع شده‌اند.
توسعه شرقی خط ۴ متروی تهران که اکنون در دست احداث است، قرار است به این ایستگاه متصل شود و توسعه شرقی خط ۴ متروی تهران، از این ایستگاه به سمت دانشگاه خواجه نصیر و آزاد تهران شمال در حکیمیه امتصل خواهد شد و همچین فاقد ایستگاه رسمی تاکسیرانی است.

## امکانات
از امکانات این ایستگاه می‌توان به تلفن عمومی کارتی، بقالی کوچک، پله برقی، آسانسور، ماشین فروش خودکار بلیط و شارژ بلیط هوشمند، دفتر اشیاء گم شده، آب سردکن و ماشین فروش خودکار نوشیدنی و تنقلات اشاره کرد.

## خطوط اتوبوسرانی
از اشكالات خطوط اتوبوسرانی عبوری اين ايستگاه حركت اتوبوس‌ها از سمت متروی علم و صنعت در مسیر غرب به شرق می‌باشد و با وجود نياز مهمتر از سمت شرق به غرب ايستگاهی در اين محل (تقاطع بزرگراه باقری و رسالت) وجود ندارد. از خطوط اتوبوسرانی عبوری از مجاور این ایستگاه خطوط ذیل می‌باشد:
- خط اتوبوس ۲۰۶ پایانه علم و صنعت به پایانه شهید براری (ابتدای خيابان پيروزی از شرق) در مسیر بزرگراه رسالت و باقری، خيابان جانبازان، دردشت، حاجی عبادی خ رودبار، پدر ثانی، خاقانی- خ سعدی، مهریار، سفید کوه، مهرآور، فلكه لوزی، مسیل جاجرود، شورا، مسیل منوچهری، سی متری نیروی هوایی
- خط اتوبوس ۳۹۹ پایانه علم و صنعت به شهرک شهید بهشتی در مسیر خیابان‌های رسالت، گلبرگ، خوشوقت (حجر بن عدی) از فلکه اول، چهارراه اشراق (فلکه دوم)، فلکه سوم و چهارم، پارک پلیس، خیابان‌های توحید، استقلال، استخر و ۲۴۴ شرقی در محله کوهسار (سازمان گوشت)
- خط اتوبوس ۴۰۱ پایانه علم و صنعت به دانشگاه امام حسین در مسیر بزرگراه رسالت، خیابان شهیدنیلفروشان، چهارراه اشراق (فلکه دوم)، خیابان‌های جشنواره و دماوند، سازمان آب تا دسترسی‌های محلی حکیمیه، دانشگاه آزاد تهران شمال، ضلع شمال بزرگراه بابایی و شهرک شیردم و دانشگاه[۱]